# Leptostylis gatopensis
Leptostylis gatopensis är en tvåhjärtbladig växtart som beskrevs av André Guillaumin. Leptostylis gatopensis ingår i släktet Leptostylis och familjen Sapotaceae. IUCN kategoriserar arten globalt som starkt hotad. Inga underarter finns listade i Catalogue of Life.